# گروه تی‌ام‌اف
گروه تی‌ام‌اف (انگلیسی: TMF Group) شرکت خدمات حرفه‌ای هلندی است، که در سال ۱۹۸۸ تأسیس شد.
تی‌ام‌اف شرکت خدمات حرفه‌ای چندملیتی هلندی است که دفتر مرکزی آن در آمستردام واقع شده است، خدمات حسابداری، مالیات، مدیریت منابع انسانی و حقوق و دستمزد جهانی ارائه می‌دهد. تا اکتبر ۲۰۲۳، این شرکت ۱۲۵ دفتر، ۸۶ حوزه قضایی و ۱۰۰۰۰ کارمند دارد. همچنین بیش از ۲۱۵ میلیارد دلار دارایی تحت مدیریت دارد.